# 건천운동장
건천운동장(乾川運動場, Geoncheon Stadium)은 대한민국 경상북도 경주시에 있는 스포츠 시설이다. 인조잔디 필드와 우레탄 트랙이 갖춰진 경기장이며, 2010년 3월에 준공되었다.

## 참고 문헌
- “건천운동장”. 《경주 공공 서비스 예약》. 경주시청. 2022년 1월 27일에 원본 문서에서 보존된 문서. 2021년 6월 17일에 확인함.
- 《2020년 전국 공공체육시설 현황 (2019년말 기준)》. 대한민국 문화체육관광부. 2021.
- 《2023 전국 공공체육시설 현황 (2022년 12월말 기준)》. 대한민국 문화체육관광부. 2024.